# 内卡齐门
内卡齐门是德国巴登-符腾堡州的一个市镇。总面积8.18平方公里，总人口1529人，其中男性748人，女性781人（2011年12月31日），人口密度187人/平方公里。